# Brian Barry
Brian Michael Barry (ur. 13 stycznia 1936 w Londynie, zm. 10 marca 2009 tamże) – brytyjski filozof.

## Życiorys
Ukończył Richard Taunton School w Southampton (najstarszą szkołę średnią w Southampton). Jest absolwentem Queen's College na Uniwersytecie Oksfordzkim, gdzie pozostał po studiach magisterskich pisząc doktorat pod kierunkiem Herberta Harta. Po obronie doktoratu wykładał na Uniwersytecie w Birmingham, Keele i Southampton. W 1965 roku wrócił do Oksfordu jako wykładowca na University College, a następnie w Nuffield College. W 1969 roku został profesorem na Uniwersytecie Essex, pełnił tam funkcję dziekana wydziału nauk społecznych. W połowie lat 70. opuścił Colchester obejmując kolejno katedry na Uniwersytecie Kolumbii Brytyjskiej, następnie na Uniwersytecie Chicagowskim, po czym w California Institute of Technology, gdzie od podstaw stworzył kierunek filozoficzny. Do Europy wrócił w 1987 roku. Był emerytowanym profesorem w London School of Economics a od 1998 roku emerytowanym profesorem filozofii i nauk politycznych na Uniwersytecie Columbia.

## Najważniejsze prace
Zajmował pozycję centrysty we współczesnych debatach dotyczących teorii demokracji i sprawiedliwości społecznej, które dotychczas były traktowane jako odrębne dyscypliny. Jego zdaniem teoretyk polityki powinien być wykształcony filozoficznie, ale mocno osadzony w naukach społecznych oraz zaangażowany we współczesne problemy społeczne. Doktorat Barry’ego, opublikowano jako esej „Political Argument” (1965, pol. Argument polityczny) i pobudził on renesans analitycznej teorii politycznej w latach 60. Rozszerzył go później wielotomowym dziełem obejmującym „Treatise on Social Justice” (pol. Traktat o sprawiedliwości społecznej), „Theories of Social Justice” (1989, pol. Teorie sprawiedliwości społecznej), i „Justice as Impartiality” (1995, pol. Sprawiedliwość jako bezstronność), „Why Social Justice Matters” (2005, pol.Dlaczego sprawiedliwość społeczna ma znaczenie). Zebrał w nich aktualną teorię sprawiedliwości społecznej z ustaleniami nauk społecznych w polemice na temat rządowej polityki społecznej począwszy od pierwszego rządu Margaret Thatcher do rządów Tony’ego Blaira. Brian Barry wniósł także znaczący wkład w teorię demokracji w pracy „Sociologists, Economists and Democracy” (1970, pol. Socjolodzy, ekonomiści i demokracja) oraz w „Democracy, Power and Justice” (1989, pol. Demokracja, władza i sprawiedliwość). W porównaniach do tradycji radykalizmu filozoficznego XIX-wiecznych utylitarystów – Jeremy’ego Benthama i Johna Stuarta Milla, jego filozofia polityczna określana jest jako egalitarny liberalizm – pogląd, stanowiący, że obok ochrony tradycyjnych wolności liberalnych, sprawiedliwe państwo musi promować ekonomiczną redystrybucję od bogatych do biednych oraz zapewnić równy dostęp do usług publicznych. Zdaniem Barry’ego równość szans nie jest zgodna z takimi instytucjami jak prywatna edukacja czy prywatna opieka medyczna, bowiem prawdziwa równość szans istnieje jedynie wtedy, gdy osiągnięcia życiowe zależą wyłącznie od wyborów i decyzji ludzi, a nie od czynników, na które wpływa klasa społeczna, rasa i pochodzenie rodzinne.

## Wyróżnienia
- W 2001 otrzymał jedną z najważniejszych nagród politologicznych – Nagrodę im. Johana Skytte’ego;
- Trzykrotnie otrzymał nagrodę im. Williama Jamesa Millara Mackenzie'go;
- Członkostwo w Akademii Brytyjskiej;
- Członkostwo Amerykańskiej Akademii Sztuki i Nauki;
- Doktor honoris causa Uniwersytetu w Yorku[1].

## Nagroda im. Briana Barry’ego
W 2014 roku Akademia Brytyjska we współpracy z Cambridge University Press i „British Journal of Political Science” ustanowiły doroczną nagrodę jego imienia w dziedzinie nauk politycznych.

## Życie prywatne
Jego pierwszą żoną była Joanna Scroggs, z którą rozwiódł się w 1990 roku. Drugą żoną była Annie Parker. Miał jednego syna z pierwszego małżeństwa.